# Matthieu Dreyer

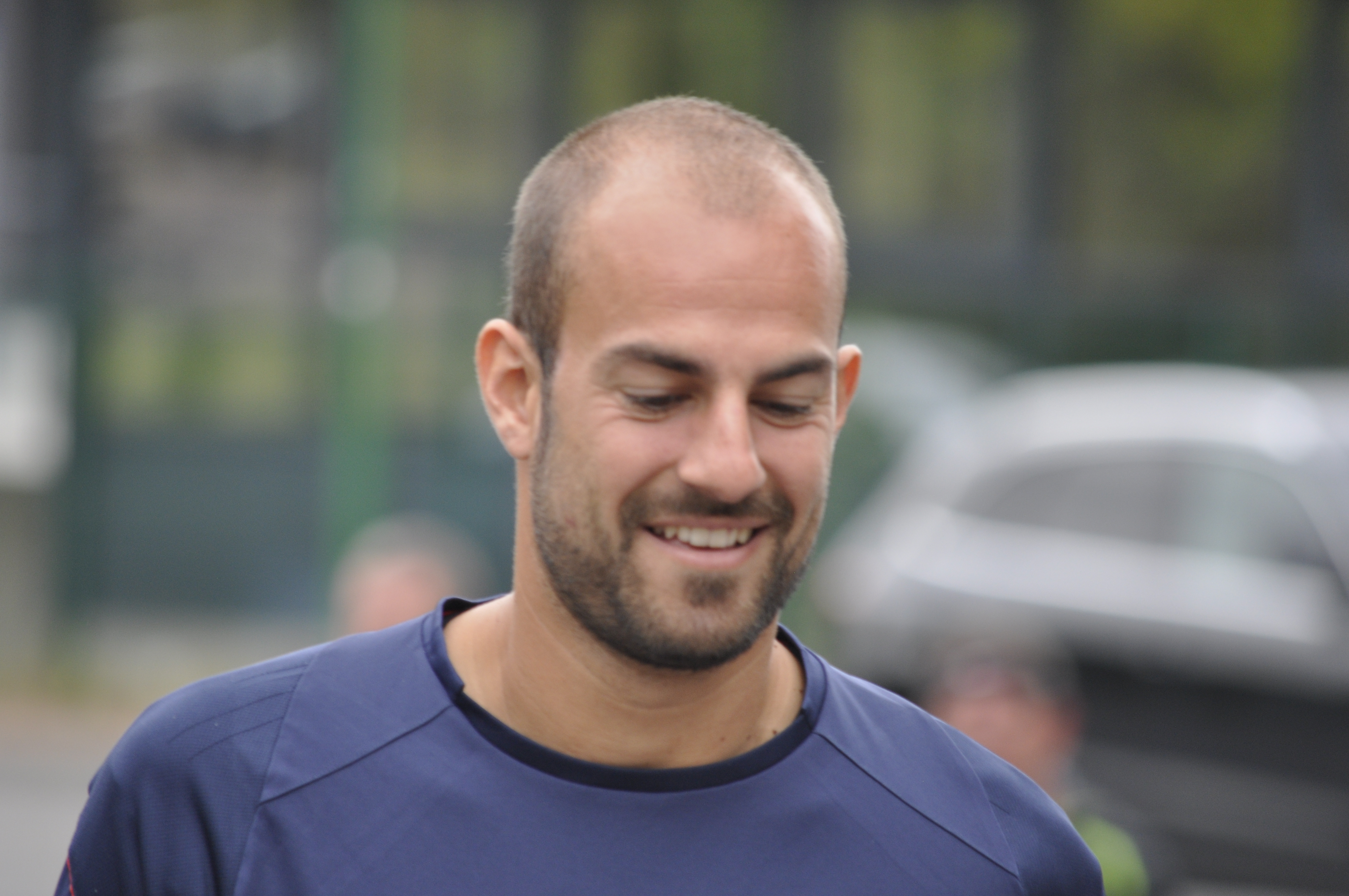

Matthieu Dreyer (Straatsburg, 20 maart 1989) is een Franse keeper in het betaald voetbal. Hij verruilde Troyes AC in augustus 2016 transfervrij voor SM Caen. Na een verblijf bij AS Saint-Étienne en tekende in februari 2024 bij RC Strasbourg.
Dreyer begon met voetballen bij AS Ernolsheim/Bruch, een Franse amateurclub in Elzas. Hij werd ontdekt door FC Sochaux, waarvoor hij vanaf zijn dertiende speelde en debuteerde in het betaald voetbal.
Dreyer speelde voor Frankrijk –16, Frankrijk –17, Frankrijk –18, Frankrijk –20 en Frankrijk –21.